# Thaspium
Thaspium es un género de plantas perteneciente a la familia de las apiáceas. Comprende 17 especies descritas y de estas, solo 5 aceptadas.

## Taxonomía
El género fue descrito por Thomas Nuttall y publicado en The Genera of North American Plants 1: 196–197. 1818. La especie tipo es: Thaspium atropurpureum (Lam.) Nutt. 		

## Algunas especies
A continuación se brinda un listado de las especies del género Thaspium aceptadas hasta julio de 2013, ordenadas alfabéticamente. Para cada una se indica el nombre binomial seguido del autor, abreviado según las convenciones y usos.
- Thaspium barbinode (Michx.) Nutt.
- Thaspium chapmanii (J.M. Coult. & Rose) Small
- Thaspium cordatum (Walter) Torr. & A. Gray
- Thaspium pinnatifidum (Buckley) A. Gray
- Thaspium trifoliatum (L.) A. Gray